# Bradford Washburn
Bradford Washburn   (Cambridge, 7 de juny de 1910 - Lexington, 10 de gener de 2007) Henry Bradford Washburn Jr. va ser un explorador, muntanyenc, fotògraf i cartògraf extraordinari. Va ser director del Museu de la Ciència de Boston des de 1939 a 1980 i va ser director Honorari a partir de 1985 .

## Biografia
Nascut a Cambridge, Massachusetts, va fer estudis universitaris a la Universitat Harvard. Posteriorment, va tornar a la mateixa universitat per aconseguir el doctorat en Geologia i Geografia el 1960 .
Washburn va ser conegut per les seves exploracions a quatre àrees:
1. El muntanyisme . Washburn Jr. va ser un important muntanyista nord-americà entre els anys 1920 i 1950, realitzant primeres ascensions i obrint noves rutes als becs més importants d' Alaska, freqüentment amb la seva dona Barbara Washburn, una de les pioneres del muntanyisme femení.
2. Va ser pioner en l'ús de fotografia aèria per analitzar muntanyes i planejar expedicions. Els seus milers de fotos en blanc i negre, la major part de muntanyes i glaceres d'Alaska, són molt conegudes per ser riques al detall a més de ser molt artístiques.
3. Va ser responsable d'alguns dels mapes exclusius d'algunes regions muntanyenques del món; el seu mapa del Denali (abans mont McKinley) i el de la muntanya Everest són probablement els més notables.
4. Finalment, la seva gestió al Museu de la Ciència de Boston al que va convertir en un museu de classe mundial. Cal destacar alguns dels seus treballs més brillants i, en particular, el mapa i, posteriors treballs sobre l'elevació i la geologia de l'Everest van ser realitzats els anys 1970 i 1980.

Washburn va reunir molts premis i guardons al llarg de la seva carrera incloent nou doctorats honorífics, el Premi Centennial de la National Geographic Society (compartit amb la seva dona Bàrbara, la primera dona que va escalar la Muntanya McKinley) i la medalla al mèrit del Rei Alberto.
Washburn va morir d'un atac de cor el 10 de gener de 2007 a l'edat de 96 anys, a Lexington, Massachusetts. A més de la seva dona, va deixar un fill i dues filles.

## Les ascensions més importants d'Alaska
- 1933: Pointed Peak, Muntanyes de Sant Elies
- 1934: Muntanya Crillon, Mount Fairweather, Muntanyes de Sant Elies
- 1937: Muntanya Lucania, Muntanyes de Sant Elies
- 1938: Muntanya Marcus Baker, serralada Chugach
- 1938: Muntanya Sanford, Wrangell Mountains
- 1940: Muntanya Bertha, Mount Fairweather, Muntanyes de Sant Elies
- 1941: Monte Hayes, Serralada d'Alaska
- 1944: Muntanya Deception, Serralada d'Alaska
- 1945: Muntanya Silverthrone, Serralada d'Alaska
- 1947: McGonagall Mountain, Serralada d'Alaska
- 1951: Ruta de West Buttress Route a Monte McKinley, Serralada d'Alaska
- 1951: Kahiltna Dome, Serralada d'Alaska
- 1955: Muntanya Dickey, Serralada d'Alaska